# Tschadische Sprachen

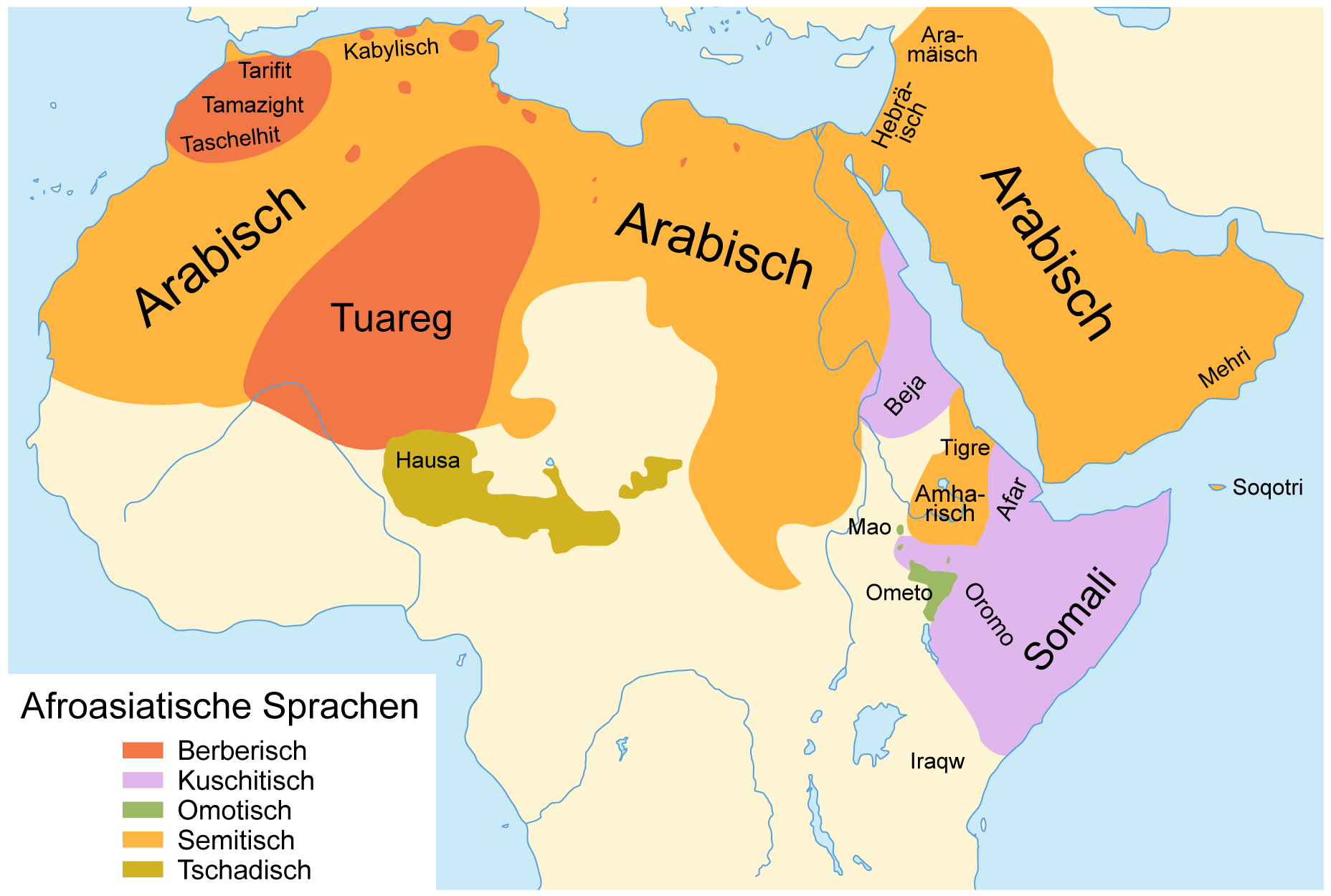
Tschadisch (ocker) innerhalb der afroasiatischen Sprachen

Die tschadischen Sprachen (auch Tschadsprachen genannt) sind ein eigenständiger Zweig der afroasiatischen Sprachfamilie. Er umfasst etwa 195 genetisch verwandte Sprachen, die in Nigeria, Niger, Tschad und Kamerun, also um den Tschadsee herum, gesprochen werden. Bekannteste und traditionsreichste Sprache dieses Zweiges ist das Hausa. Hausa gehört dem West-Zweig an.

## Forschungs- und Klassifikationsgeschichte
Die wissenschaftliche Erforschung tschadischer Sprachen begann in der ersten Hälfte des 19. Jahrhunderts, als europäische Forschungsreisende begannen, lexikalisches und grammatikalisches Material tschadischer Sprachen zu sammeln.
1934 gliederte dann Johannes Lukas eine Reihe von Sprachen in der Umgebung des Tschadsees in eine „tschadische“ und eine „tschadohamitische“ Gruppe, wobei die genetische Zugehörigkeit zum Afroasiatischen zwar in Erwägung gezogen, aber nicht völlig anerkannt wurde. Erst Joseph Greenberg zeigte 1950, dass die „tschadischen“ und „tschadohamitischen“ Sprachen eine genetische Einheit bilden und einen eigenen Primärzweig der afroasiatischen Sprachfamilie bilden. Die externe Klassifikation des Tschadischen konnte seitdem nicht mehr präzisiert werden; durch das stetig anwachsende publizierte Material tschadischer Sprachen wurden aber eine Präzisierung der inneren Klassifikation sowie Ansätze zur historischen Rekonstruktion des Proto-Tschadischen und untergeordneter Protosprachen möglich. 1966 versuchten Paul Newman und Roxana Ma erstmals Phonologie und eine Reihe von Lexemen des Prototschadischen zu rekonstruieren und schlugen eine Klassifikation vor, die einen „Biu-Mandara“-Zweig und einen „Plateau-Sahel“-Zweig vorsah. Diese Klassifikation musste jedoch schon bald revidiert werden. 1977 schlug Newman eine weitgehend anerkannte Gliederung in vier Zweige vor; die Vereinigung von Biu-Mandara und Masa zu einem Zentraltschadisch durch einige Wissenschaftler konnte sich nicht allgemein durchsetzen.

## Externe Klassifikation
Das Tschadische ist einer der sechs Primärzweige der in Nord- und Ostafrika sowie im Nahen Osten verbreiteten afroasiatischen Sprachfamilie, zu der auch das Ägyptische, Berberische, Kuschitische, Omotische und Semitische gehören. Die genetische Verwandtschaft des Tschadischen mit diesen Sprachen ergibt sich sowohl aus lexikalischen als auch aus morphologischen Eigenschaften. Unter letzteren sind hauptsächlich die Personalpronomina zu nennen sowie die Systeme zur Verbal- und Nominalderivation; die Flexion des Tschadischen hingegen weist eine große Anzahl an eigenständigen Entwicklungen auf. Die folgende Liste enthält einige Beispiele für Isoglossen aus Lexikon und Morphologie, die zusammen mit vielen weiteren Entsprechungen sowohl die genetische Verwandtschaft der tschadischen Sprachen untereinander als auch ihre Zugehörigkeit zum Afroasiatischen belegen:
| (Grund-)Bedeutung | Tschadisch     | Tschadisch  | Tschadisch    | Ägyptisch | Berberisch     | Kuschitisch    | Omotisch               | Semitisch              |
| ----------------- | -------------- | ----------- | ------------- | --------- | -------------- | -------------- | ---------------------- | ---------------------- |
| (Grund-)Bedeutung | Westtschadisch | Biu-Mandara | Osttschadisch | Ägyptisch | Berberisch     | Kuschitisch    | Omotisch               | Semitisch              |
| „Zunge“           | Bole lisìm     | Musgu ɛlɛsí | Mubi lɛ̀ésí    | *lés      | Kabylisch iləs |                | Dime lits'- („lecken“) | Arabisch lisān         |
| „Name“            | Hausa súúnáá   | Margi ɬǝm   | Somrai súmí   |           | Kabylisch isəm |                | Bench sum              | Akkadisch šumum        |
| „sterben“         | Hausa mútù     | Logone mti  | Mubi māt      | mwt       | Tuareg ämmät   | Rendille -mut- |                        | Arabisch māta, ya-mūtu |
| „du“ (maskulin)   | Hausa ka       | Kotoko -ku  | Mokilko k-    | kw        | Tuareg kăy     | Beja -k        |                        | Arabisch -ka           |
| „ihr“             | Hausa kun      | Kotoko -kun | Mokilko kún-  | ṯn (<*kn) | Tuareg kăwăneḍ | Beja -kna      |                        | Arabisch -kum, -kunna  |

## Subklassifikation
Die Mehrzahl der Wissenschaftler gliedert das Tschadische in vier Zweige:
| Name           | Sprachen | Sprecher      | Staaten                  |
| -------------- | -------- | ------------- | ------------------------ |
| Westtschadisch | 75       | 27 Millionen  | Niger, Nigeria           |
| Biu-Mandara    | 76       | 2,9 Millionen | Nigeria, Kamerun, Tschad |
| Masa           | 9        | 650.000       | Tschad, Kamerun          |
| Osttschadisch  | 33       | 500.000       | Tschad                   |

Diese Zweige werden ihrerseits wieder in Untergruppen aufgeteilt, so dass sich folgende Klassifikation ergibt:
- Tschadisch
  - Westtschadisch
    - A
      - Hausa
      - Bole-Tangale
      - Angas
      - Ron

    - B
      - Bade
      - Warji
      - Zaar

  - Biu-Mandara
    - A
      - Tera
      - Bura-Margi
      - Higi
      - Mandara
      - Mafa (Matakam)
      - Sukur
      - Daba
      - Bata

    - B
      - Kotoko-Sprachen
        - Nord
          - Afade
          - Malgbe
          - Maslam
          - Mpade

        - Süd
          - Lagwan
          - Mser

      - Musgu
      - Gidar

  - Masa
  - Osttschadisch[6]
    - A
      - A.1: Gadang, Miltu, Mod, Ndam, Sarwa, Somrai, Tumak
      - A.2: Gabri, Kabalai, Kimre, Lele, Nancere, Tobanga
      - A.3: Kera, Kwang

    - B
      - B.1: Bidiyo, Birgit, Dangla, Jegu, Kujarke, Mahwa, Migama, Mogum, Mobi, Toram
      - B.2: Mokulu
      - B.3: Barain, Saba, Sokoro

Zur Orientierung wird im Folgenden hinter den Namen tschadischer Sprachen in Klammern der entsprechende Zweig angegeben.

## Soziolinguistische Situation
Die große Mehrheit der tschadischen Sprachen wird von weniger als 50.000 Menschen in einer kleinen Region gesprochen und hat damit nur lokale Bedeutung. Um die überregionale Kommunikation zu ermöglichen, werden bestimmte Verkehrssprachen benutzt, neben Französisch und Arabisch handelt es sich hierbei vor allem in Nigeria und im Niger um das westtschadische Hausa, das von mehreren Millionen Menschen gesprochen wird. Das Hausa ist auch wohl die einzige tschadische Sprache, in der in arabischer oder lateinischer Schrift in größerer Menge Literatur verfasst wurde.

## Phonologie

### Segmente
Das Konsonantensystem des Tschadischen weist einige Eigenschaften auf, die es als typisch afroasiatisch charakterisieren. So finden sich mehrere glottalisierte Konsonanten, besonders die Implosive [⁠ɓ⁠] und [⁠ɗ⁠] und ein oder zwei laterale Frikative ([⁠ɬ⁠], [⁠ɮ⁠]). Das Tschadische zeigt jedoch auch Abweichungen: es finden sich keine pharyngalen Frikative und im Allgemeinen auch keine glottalen Laute mit phonemischem Status. Dagegen besitzt eine Reihe von Sprachen pränasalierte Konsonanten, die sich im Afroasiatischen sonst nicht finden.
Die Vokalphoneme der tschadischen Sprachen weisen eine beachtliche Diversität auf; Systeme mit einem Phonem wurden ebenso beobachtet wie solche mit zwölf Vokalphonemen. Die Rekonstruktion der proto-tschadischen Vokale ist schwierig; entsprechend weichen die bisherigen Rekonstruktionsversuche voneinander erheblich ab, es liegen rekonstruierte Systeme mit zwischen einem und fünf Phonemen vor.

### Suprasegmentale Eigenschaften
Alle tschadischen Sprachen sind – wie auch zwei andere afroasiatische Primärzweige – Tonsprachen. Die Mehrheit der tschadischen Sprachen kennt einen hohen und einen tiefen Ton, die in der Transkription gewöhnlich durch den Akut für den Hochton und den Gravis für den Tiefton markiert werden. Einige Einzelsprachen besitzen auch kompliziertere Tonsysteme. Ein weiteres häufiges Charakteristikum ist das downdrift-Muster, bei dem ein auf einen Tiefton folgender Hochton niedriger als gewöhnlich gesprochen wird. In wissenschaftlicher Transkription werden die Töne meist folgendermaßen markiert:
- hoch: Akut (á) oder unmarkiert (a), wenn die Sprache nur zwei Tonhöhen kennt
- normal: unmarkiert (a)
- tief: Gravis (à)
- fallend: Zirkumflex (â)
- steigend: Hatschek (ǎ)

## Morphologie

### Nominal- und Pronominalmorphologie

#### Personalpronomina
Je nach der syntaktischen Stellung treten die Personalpronomina in unterschiedlichen Formen auf, die jedoch etymologisch eng miteinander verwandt sind. Dabei lassen sich Subjektspronomina und Objektspronomina, Possessivpronomina, die an ihr Bezugswort suffigiert werden, und schließlich absolute, thematisierte Pronomina unterscheiden. Eine Besonderheit einiger tschadischer Sprachen stellen intransitive copy pronouns dar, die an den Verbalstamm eines intransitiven Verbs suffigiert werden und mit dem Subjekt in Person, Numerus und Genus kongruieren. Beispiele aus dem Bole (West):
- Subjektspronomen

ítá sòorá-kkò „sie fiel“
- direktes Objektspronomen

íshí ɗòppée-nò „dass er mir folge“
- indirektes Objektspronomen

íshí ɗòppì-nó „dass er für mich folge“
- Possessivpronomina

mòrɗó-kò „deine (m.) Hirse“
- Intransitive Copy Pronouns

ítá ʾyòráj-jìitó „sie hörte auf“
Die folgende Tabelle stellt Personalpronomina verschiedener tschadischer Sprachen zusammen:
|          |             | Hausa (West) Subjektspronomina des Perfektivs | Mofu-Gudur (Biu-Mandara) Substantivische Personalpronomina | Mokilko (Ost) Subjektspronomina |
| Singular | 1.          | náá                                           | ya                                                         | n-                              |
| Singular | 2. m.       | káá                                           | ka                                                         | k-                              |
| Singular | 2. f.       | kín                                           | ka                                                         | m-                              |
| Singular | 3. m.       | yáá                                           | áa                                                         | y-                              |
| Singular | 3. f.       | táá                                           | áa                                                         | t-                              |
| Plural   | 1. exklusiv | mún                                           | ála                                                        | Ɂáy-                            |
| Plural   | 1. inklusiv | mún                                           | álákwa                                                     | Ɂín-                            |
| Plural   | 2.          | kún                                           | ákwar                                                      | kún-                            |
| Plural   | 3.          | sún                                           | átá                                                        | Ɂán-                            |

#### Substantive
Ein tschadisches Substantiv gehört in den meisten Sprachen einem der beiden Genera Maskulinum und Femininum an, wobei sich gewisse Korrelationen mit dem natürlichen Geschlecht (Sexus) erkennen lassen. Das Genus ist im Allgemeinen nicht markiert. Von Substantiven lässt sich ein genusneutraler Plural ableiten, wobei im Allgemeinen eine größere Anzahl an Bildungsmöglichkeiten vorhanden ist, die im Biu-Madara dagegen stark reduziert sind. Es finden sich folgende Bildungsarten:
- Suffixe
  - Hausa (West) itààc-èè „Baum“ – ítáát-úúwà „Bäume“
- Reduplikation
  - Hausa (West) téébùr „Tisch“ – téébúróóríí „Tische“
- Ablaut
  - Bade (West) də̀máán „Baum“ – dàmə́n „Bäume“

Nomina agentis, instrumenti und loci werden mit einem aus dem Proto-Afroasiatischen ererbten Präfix m- gebildet: Bade (West): súúy „fischen“ – màsúúyáán „Fischer“, ə̀rbə̀cú „öffnen“ – márbə̀cə́n „Schlüssel“, ə̀kfú „hereingehen“ – màkfáán „Eingang“.

### Verbalmorphologie

#### Konjugation
Die Personalkonjugation erfolgt im Tschadischen durch spezielle Formen der Personalpronomina, die vor dem Verbalstamm stehen; die meisten tschadischen Sprachen verfügen über komplexe morphologische Systeme zur Kennzeichnung von Tempus, Modus, Aspekt und Aktionsart, wobei sowohl Klitika, die vor oder hinter dem Verb stehen, als auch Veränderungen des Verbalstamms selbst auftreten. Obwohl die Konjugationssysteme der verschiedenen Sprachen äußerlich ähnlich sind, konnte das prototschadische Konjugationssystem bislang nur ansatzweise rekonstruiert werden, so ist beispielsweise ein Perfektmarker *k- sehr weit verbreitet und kann daher auch für die Protosprache angesetzt werden.
Einige Sprachen, darunter das Hausa (West), drücken Aspekte durch die Anwendung aspektspezifischer Subjektspronomina, die historisch teilweise durch die Verschmelzung von Subjektspronomina und Aspektmarkern entstanden sind, und teilweise auch Modifikation des Verbstammes aus:
| Analyse                        | Form          | Übersetzung               |
| ------------------------------ | ------------- | ------------------------- |
| 3. Person Sg. mask. Progressiv | yánàà tàfíyáá | „er geht (gerade)“        |
| 3. Person Sg. mask. Habitual   | yákàn tàfí    | „er geht (normalerweise)“ |
| 3. Person Sg. mask. Subjunktiv | yà tàfí       | „dass er geht“            |
| 3. Person Sg. mask. Futur (1)  | zâi tàfí      | „er wird gehen“           |
| 3. Person Sg. mask. Futur (2)  | yâa tàfí      | „er wird gehen“           |
| 3. Person Sg. mask. Perfektiv  | yáá tàfí      | „er ging“                 |
| Imperativ                      | tàfí          | „Geh!“                    |
| Verbalnomen                    | tàfíyáá       | „das Gehen“               |

Komplizierte, oft durch Sandhi veränderte, Klitika kennzeichnen im Karekare (West) Aspekte, Modi und Aktionsarten:
| Formenbestimmung                                              | Form mit Analyse und Übersetzung                          |
| ------------------------------------------------------------- | --------------------------------------------------------- |
| Kompletiv                                                     | nà às-ukò                                                 |
| Kompletiv                                                     | ich – aufheben – Kompletiv                                |
| Kompletiv                                                     | „ich hob auf“                                             |
| Kompletiv + indirektes pronominales Objekt (2. Person Sg. f.) | nà às-êê-ci                                               |
| Kompletiv + indirektes pronominales Objekt (2. Person Sg. f.) | ich – aufheben – Kompletiv – für dich                     |
| Kompletiv + indirektes pronominales Objekt (2. Person Sg. f.) | „ich hob für dich auf“                                    |
| Kompletiv + Totalität                                         | nà às-uusi-kò                                             |
| Kompletiv + Totalität                                         | ich – aufheben – Totalität – Kompletiv                    |
| Kompletiv + Totalität                                         | „ich hob vollständig auf“                                 |
| Kompletiv + Ventiv                                            | nà às-nee-kò                                              |
| Kompletiv + Ventiv                                            | ich – aufheben – Ventiv – Kompletiv                       |
| Kompletiv + Ventiv                                            | „ich hob hier herüber“                                    |
| Kompletiv + Additiv:                                          | nà às-uudù-go                                             |
| Kompletiv + Additiv:                                          | ich – aufheben – Additiv – Kompletiv                      |
| Kompletiv + Additiv:                                          | „ich hob zusätzlich auf“                                  |
| Inkompletiv + Totalität                                       | nà naa às-aasì                                            |
| Inkompletiv + Totalität                                       | ich – Inkompletiv 3. Person Sg. m. – aufheben – Totalität |
| Inkompletiv + Totalität                                       | „er hebt vollständig auf“                                 |

Das Mofu-Gudur (Biu-Mandara) benutzt prä- und postverbale Klitika zum Ausdruck verschiedener Aspekte und Aktionsarten:
| Formenbestimmung | Form mit Analyse und Übersetzung                     |
| ---------------- | ---------------------------------------------------- |
| Aorist           | á zəməy ɗáf                                          |
| Aorist           | er – essen – Nahrung                                 |
| Aorist           | „er isst Nahrung“                                    |
| Durativ          | fá zəməy ɗáf                                         |
| Durativ          | Durativ 3. Person Sg. m. – essen – Nahrung           |
| Durativ          | „er isst gerade Nahrung“                             |
| Perfekt          | tá zəməy ɗáf lá                                      |
| Perfekt          | Perfekt 3. Person Sg. m. – essen – Nahrung – Perfekt |
| Perfekt          | „er hat Nahrung gegessen“                            |
| Aorist + Ventiv  | vəl-d-íy-wa                                          |
| Aorist + Ventiv  | geben – Kausativ – mir – Ventiv                      |
| Aorist + Ventiv  | „gib es mir“                                         |

Das Zulgwe (Biu-Mandara) markiert drei Aspekte durch unterschiedliche Subjektspronomina; weitere Affixe, die Pluralität des Verbs, des Objekts oder des Subjekts, die Richtung einer Handlung und Ähnliches markieren, stehen nach dem Verb.
| Formenbestimmung                | Form mit Analyse und Übersetzung                                                      |
| ------------------------------- | ------------------------------------------------------------------------------------- |
| Generalis                       | hímbíɗ à gé íŋá                                                                       |
| Generalis                       | Wind – es (Generalis) – tun – Generalis                                               |
| Generalis                       | „der Wind weht“                                                                       |
| Spezifische Handlung + Egressiv | á sə̀kə́m ára slú í kwàskwà ya                                                          |
| Spezifische Handlung + Egressiv | er (einmalige Handlung) – kaufen – Egressiv (1) – Fleisch – in – Markt – Egressiv (2) |
| Spezifische Handlung + Egressiv | „er kaufte Fleisch auf dem Markt“                                                     |
| Spezifische Handlung + Egressiv | kà sə̀kə́m áwá ama slú í kwàskwà                                                        |
| Spezifische Handlung + Egressiv | 2. Person – kaufen – Habitual – 1. + 2. Person Sg. – Fleisch – in – Markt             |
| Spezifische Handlung + Egressiv | „ich und du, wir beide kauften gewöhnlich Fleisch auf dem Markt“                      |

#### Aspektstämme im Prototschadischen?
Viele tschadische Sprachen markieren Aspekte durch Ablaut des Verbalstammes. Dabei ist besonders der Vokal -a- im Imperfekt beteiligt, vgl. Mubi (Ost) Perfekt síì – Imperfekt súwáà „trinken“. Eine Reihe von Wissenschaftlern wie Herrmann Jungraithmayr führen diese Bildungen auf das Prototschadische und darüber hinaus auf das Protoafroasiatische zurück; andere Forscher sehen die fraglichen Bildungen jedoch als jüngere Innovationen. Obwohl diese Diskussion seit den 1960er Jahren besteht, ist sie bislang nicht abschließend entschieden.

#### Bildung
Durch eine Reihe von Affixen, durch Ablaut und durch Reduplikation können tschadische Sprachen deverbale Verben ableiten. So werden mit einem Suffix *-t transitive Verben gebildet wie Bade (West) ju „gehen“ – jədù „nehmen“ abgeleitet. Ein anderes Suffix *-s bildet ebenfalls transitive und kausativ-faktitive Verben: Hausa karàntaa „lernen“ – karàntas „lehren“. a-Ablaut und Reduplikation drücken verbale Pluralität aus: Lamang: kəla „nehmen“, kala „viel nehmen“, kalala „sehr viel nehmen“. Auch durch das Tonmuster und Ablaut des letzten Stammvokals lassen sich Verben ableiten, vgl. etwa Hausa sàyáá „kaufen“ – sáyàà „jemandem etwas kaufen“, sáyèè „alle von einer Menge kaufen“, sáyóó „kaufen und herbringen“.

## Syntax
Die meisten tschadischen Sprachen haben SVO als normale Satzstellung, wie das folgende Beispiel aus dem Zime (Masa) zeigt:
| Ekwa                                 | gè   | zìw   | ló | sínará |
| Ekwa                                 | warf | Leine | in | Fluss  |
| „Ekwa warf eine Leine in den Fluss.“ |      |       |    |        |

Nur ein Teil des Biu-Mandara weist stattdessen die Stellung VSO auf. Der folgende Satz stammt aus dem Gude:
| kə                  | Ɂush   | Raabi | ɗâfna |
| Perfekt             | kochen | Rabi  | Brei  |
| „Rabi kochte Brei.“ |        |       |       |

Wie auch in anderen Primärzweigen des Afroasiatischen verhalten sich in vielen tschadischen Sprachen nominale und pronominale Objekte unterschiedlich: nominale indirekte Objekte werden mit Präpositionalphrasen ausgedrückt, pronominale indirekte Objekte werden dagegen direkt an das Verb suffigiert:
| ítá                            | à         | ɗòppà  | no       | íshì |
| sie                            | Imperfekt | folgen | für mich | ihm  |
| „sie wird ihm für mich folgen“ |           |        |          |      |

| Satz 1            | Satz 1            | Satz 1            | Satz 2                     | Satz 2                     | Satz 2                     | Satz 2                     |
| a                 | fə́c               | ka                | a                          | fəc                        | ká                         | way                        |
| Perfektiv         | reinigen          | dich              | Perfektiv                  | reinigen                   | dir                        | Hütte                      |
| „er reinigt dich“ | „er reinigt dich“ | „er reinigt dich“ | „er reinigt dir die Hütte“ | „er reinigt dir die Hütte“ | „er reinigt dir die Hütte“ | „er reinigt dir die Hütte“ |

| Bamoi                                                   | kàppū    | mòrɗo | ḿ   | bō-nì        | gà  | jàɗà  |
| Bamoi                                                   | pflanzte | Hirse | für | Vater – sein | mit | Hacke |
| „Bamoi pflanzte für seinen Vater Hirse mit einer Hacke“ |          |       |     |              |     |       |